# Friends in Low Places
«Friends in Low Places» — песня американского кантри-музыканта Гарта Брукса, вышедшая в качестве 1-го сингла с его второго студийного альбома No Fences (1990). Авторами песни выступили Дивайн Блэквелл и Эрл Бад Ли. Сингл на 4 недели возглавил американский кантри хит-парад, став в нём третьим для Брукса лидером чарта после «If Tomorrow Never Comes» и «The Dance», и первым из четырёх чарттопперов с того же второго его альбома. За 8 недель песня дошла до первого места, оставаясь на № 1 четыре недели и став одной из наиболее успешных кантри-песен года.
Песня получила награду Академии кантри-музыки ACM Awards в престижной категории «Лучший сингл года» (Single of the Year).
В 2003 году песня заняла 6-е место в списке CMT 100 Greatest Songs of Country Music и место № 1 в списке «Под какую песню лучше пить с утра» (40 Greatest Drinking Songs: Morning After).
В 2024 году Rolling Stone поместил песню на 35-е место в своем рейтинге 200 величайших кантри-песен всех времен.

## Состав трека
US promotional 7" single
Capitol Nashville, 1990
1. «Friends in Low Places» (Edit) 3:45 7PRO-79216
2. «Friends in Low Places» (LP Version) 4:18 7PRO-79239

US promotional CD single
Capitol Nashville DPRO-79217, 1990
1. «Friends in Low Places» (Edit) 3:45
2. «Friends in Low Places» (LP Version) 4:18

US 7" single
Capitol Nashville NR-44647, 1990
1. «Friends in Low Places» (Edited) 3:45
2. «Nobody Gets Off in This Town» 2:17

US 7" single (live)
Liberty S7-57883, 1992
1. «Friends in Low Places» (Live Version) 7:00
2. «Thunder Rolls» (Live Version) 4:45

US promotional CD single (live)
Liberty DPRO-79365, 1992
1. «Friends in Low Places» (Live Version) 7:00
2. «Thunder Rolls» (Live Version) 4:45

UK 7" single
Capitol CL 609, 1991
1. «Friends in Low Places»
2. «Not Counting You»

UK CD single
Capitol CDCL 609, 1991
1. «Friends in Low Places»
2. «Not Counting You»
3. «Much Too Young (To Feel This Damn Old)»

The Netherlands CD Single
Capitol, 1995
1. «Friends in Low Places»
2. «The Dance»
3. «The River» (живая акустическая версия)

## Награды и номинации
Источник:.
| Награда    | Категория                              | Результат |
| ---------- | -------------------------------------- | --------- |
| ACM Awards | Песня года (Song of the Year)          | Номинация |
| ACM Awards | Сингл года (Single Record of the Year) | Победа    |
| CMA Awards | Сингл года (Single of the Year)        | Победа    |

## Чарты

### Еженедельные чарты
| Чарт (1990)                       | Высшая позиция |
| --------------------------------- | -------------- |
| Canada Country Tracks (RPM)       | 1              |
| Европа (Eurochart Hot 100)        | 89             |
| Irish Singles Chart               | 3              |
| UK Singles Chart                  | 36             |
| США (Billboard Hot Country Songs) | 1              |

### Итоговые годовые чарты
| Чарт (1990)                  | Позиция |
| ---------------------------- | ------- |
| Canada Country Tracks (RPM)  | 4       |
| US Country Songs (Billboard) | 28      |